# Melanocharacidium depressum
Melanocharacidium depressum är en fiskart som beskrevs av Buckup, 1993. Melanocharacidium depressum ingår i släktet Melanocharacidium och familjen Crenuchidae. Inga underarter finns listade i Catalogue of Life.